# Mew Azama
Mew Azama (安座間美優, Azama Myū), née le 26 décembre 1986 dans la préfecture de Hiroshima (Japon), est une actrice japonaise. Elle mesure 1,69 mètre. Son groupe sanguin est B. Elle aime la danse et la calligraphie. Elle est née dans la préfecture de Hiroshima, mais grandit dans la préfecture d'Okinawa.
Son premier rôle fut celui de Makoto Kino (Sailor Jupiter) dans la série live Pretty Guardian Sailor Moon, de 2003 à 2005, un personnage direct et garçon manqué, tout le contraire de Mew qui elle est une fille réservée.
Actuellement, elle apparait comme guest-star dans "Gachibaka", une série japonaise, où elle interprète le rôle de Rei, une élève rebelle.
Mew est également model pour le magazine japonais Seventeen.

## Filmographies

### Séries TV
- 2003/2005 : Pretty Guardian Sailor Moon - Séries TV live action. dans le rôle de Mako Kino/Sailor Jupiter.

### DVD
- 2004/2005 : Pretty Guardian Sailor Moon - volume 1 à 12.
- 2004 : Pretty Guardian Sailor Moon: Kirari Super Live
- 2004 : Pretty Guardian Sailor Moon: Act Special
- 2004 : Pretty Guardian Sailor Moon: Act Zero